# Tjaša Tibaut
Tjaša Tibaut (* 9. Februar 1989 in Murska Sobota) ist eine slowenische Wissenschaftlerin und Fußballspielerin. Mit über 360 Toren ist die Offensivspielerin die beste Torschützin im slowenischen Erstligafußball, in dem sie achtmal die Meisterschaft gewann.

## Karriere

### Im Verein
Tibaut begann in jungen Jahren mit dem Fußballspielen bei MNZ Murska Sobota. Anschließend wechselte sie zum ŽNK Pomurje, wo sie 2003 im Alter von nur 14 Jahren ihre Seniorenkarriere startete. Seither erzielte sie bislang 128 Tore in 176 Spielen der 1. Slovenska ženska Nogometna Liga für ŽNK Pomurje Beltinci. Sie gewann in dieser Zeit mit ihrem Team 2006, 2012 und 2013 die slowenische Meisterschaft, sowie 2005, 2007, 2012 und 2013 den nationalen Pokal. Tibaut spielte zudem von 2006 bis 2013 in der UEFA Women’s Champions League für ŽNK Pomurje Beltinci.
2017 wechselte Tibaut kurzzeitig zu ŽNK Olimpija Ljubljana, mit der Frauschaft gewann sie am Ende der Spielzeit den Meistertitel. Dennoch kehrte sie zu ŽNK Pomurje nach nur einer Spielzeit zurück. Im Januar 2020 schloss sie sich dem italienischen Klub UPC Tavagnacco an, blieb aber ebenfalls nur kurzzeitig in der Serie A. Über ein Kurzengagement bei Fylkir Reykjavík in Island kehrte sie im Oktober 2020 abermals zu ŽNK Pomurje zurück.

### Nationalmannschaft
Tibaut war zwischen 2007 und 2017 A-Nationalspielerin von Slowenien. Zuvor war sie bereits auf Juniorenebene für slowenische Auswahlmannschaften aktiv gewesen.

## Persönliches
Nach ihrem Abschluss 2007 an dem Gimnazija Murska Sobota begann sie ihr Studium an der renommierten Biotechnologischen Fakultät der Universität Ljubljana. An dieser Institution hat sie 2019 auch ihr Promotionsstudium (PhD) abgeschlossen. Seither ist sie selbständig als Performance-Analystin im Sportbereich tätig.